# Ali Mohamed al-Zinkawi
Pour les articles homonymes, voir Mohamed al-Zinkawi.
Ali Mohamed Gharib al-Zinkawi (né le 27 février 1984 à Koweït) est un athlète du Koweït, spécialiste du lancer du marteau.

## Biographie
C'est le fils de Mohamed al-Zinkawi, un lanceur de poids, triple champion d'Asie.
Son meilleur lancer était de 77,25 m, à Bydgoszcz en juillet 2008, qu'il a amélioré à Moscou le 1er juillet 2009 avec 77,44 m, puis à Celje le 1er septembre 2009.
Lors de la Coupe continentale d'athlétisme 2010, il se place troisième du concours en 76,73 m, au dernier lancer.
Après un titre de champion d'Asie à Kobe en 2011, il remporte la médaille d'argent à Pune en 2013, derrière Dilshod Nazarov.

## Palmarès
| Date | Compétition                   | Lieu     | Résultat | Marque  |
| ---- | ----------------------------- | -------- | -------- | ------- |
| 2001 | Championnats du monde cadets  | Debrecen | 6e       | 72,91 m |
| 2002 | Championnats du monde juniors | Kingston | 2e       | 73,69 m |
| 2002 | Championnats d'Asie           | Colombo  | 6e       | 63,45 m |
| 2003 | Championnats d'Asie           | Manille  | 1er      | 70,62 m |
| 2004 | Jeux panarabes                | Alger    | 1er      | 72,22 m |
| 2005 | Championnats d'Asie           | Incheon  | 1er      | 71,74 m |
| 2006 | Jeux asiatiques               | Doha     | 2e       | 73,14 m |
| 2007 | Championnats d'Asie           | Amman    | 1er      | 75,71 m |
| 2007 | Championnats panarabes        | Amman    | 1er      | 76,90 m |
| 2007 | Championnats du monde         | Osaka    | 12e      | 76,04 m |
| 2007 | Jeux panarabes                | Le Caire | 2e       | 74,02 m |
| 2009 | Championnats d'Asie           | Canton   | 2e       | 73,45 m |
| 2009 | Championnats panarabes        | Damas    | 1er      | 76,46 m |
| 2010 | Coupe continentale            | Split    | 3e       | 76,73 m |
| 2011 | Championnats d'Asie           | Kobé     | 1er      | 73,73 m |
| 2011 | Jeux panarabes                | Doha     | 1er      | 73,29 m |
| 2011 | Championnats panarabes        | Al-Aïn   | 1er      | 79,27 m |
| 2013 | Championnats panarabes        | Doha     | 1er      | 74,28 m |
| 2013 | Championnats d'Asie           | Pune     | 2e       | 74,70 m |
| 2019 | Championnats panarabes        | Le Caire | 1er      | 73,49 m |

## Records
| Épreuve           | Performance | Lieu  | Date               |
| ----------------- | ----------- | ----- | ------------------ |
| Lancer du marteau | 79,74 m     | Celje | 1er septembre 2009 |